# 約旦伊斯兰教
伊斯蘭教是約旦絕大多數派宗教，佔該國約94.0%人口，其中多數是遜尼派。

## 概述
穆斯林占約旦人口的92％，穆斯林中有93％自稱是遜尼派穆斯林，是世界上遜尼派人數最高的國家。除了遜尼派以外，約旦也有少數阿赫邁底亞穆斯林 和什葉派穆斯林。許多什葉派穆斯林是來自伊拉克和黎巴嫩的難民。